# Mahallos
Mahallos es una localidad situada en la provincia de Burgos, comunidad autónoma de Castilla y León (España), comarca de Odra-Pisuerga, ayuntamiento de Sordillos .

## Datos generales
En 2024, contaba con 5 habitantes. Situado 2 km al sur de la capital del municipio, Sordillos, transitado por camino. Bañado por el arroyo de la Huelga afluente del río Odra.
Wikimapia/Coordenadas: 42°27′3″ N 4°6′37″ O

## Situación administrativa
Entidad Local Menor cuyo alcalde pedáneo es José Antonio Gutiérrez Vegas del Partido Popular.

## Demografía
| 2008 | 2012 | 2021 |
| ---- | ---- | ---- |
| 11   | 8    | 7    |

## Historia
Lugar que formaba parte de la Cuadrilla de Odra en el Partido de Villadiego, una de las catorce que formaban la Intendencia de Burgos durante el periodo comprendido entre 1785 y 1833, en el Censo de Floridablanca de 1787, jurisdicción de señorío siendo su titular el duque de Frías, alcalde pedáneo.
Antiguo municipio de Castilla la Vieja en el partido de Villadiego código INE- 095065.
En el censo de la matrícula catastral contaba con 10 hogares y 36 vecinos.
Entre el censo de 1857 y el anterior, este municipio desaparece porque se integra en el municipio 09368 Sordillos

## Patrimonio arquitectónico
Iglesia de San RománCuenta con restos románicos en el campanario y las columnas del pórtico, así como hechuras de corte árabe en su exterior. El interior muestra la influencia de las corrientes artísticas del siglo XVIII, siendo modificada según los gustos del barroco español. Tiene una pequeña cúpula sobre el presbiterio, con las figuras de los Padres de la Iglesia. Hay molduras decorativas en el resto del techo, con motivos vegetales, querubines y símbolos eucarísticos. El retablo de San Román mártir (anónimo; 1680) tiene varias tallas.

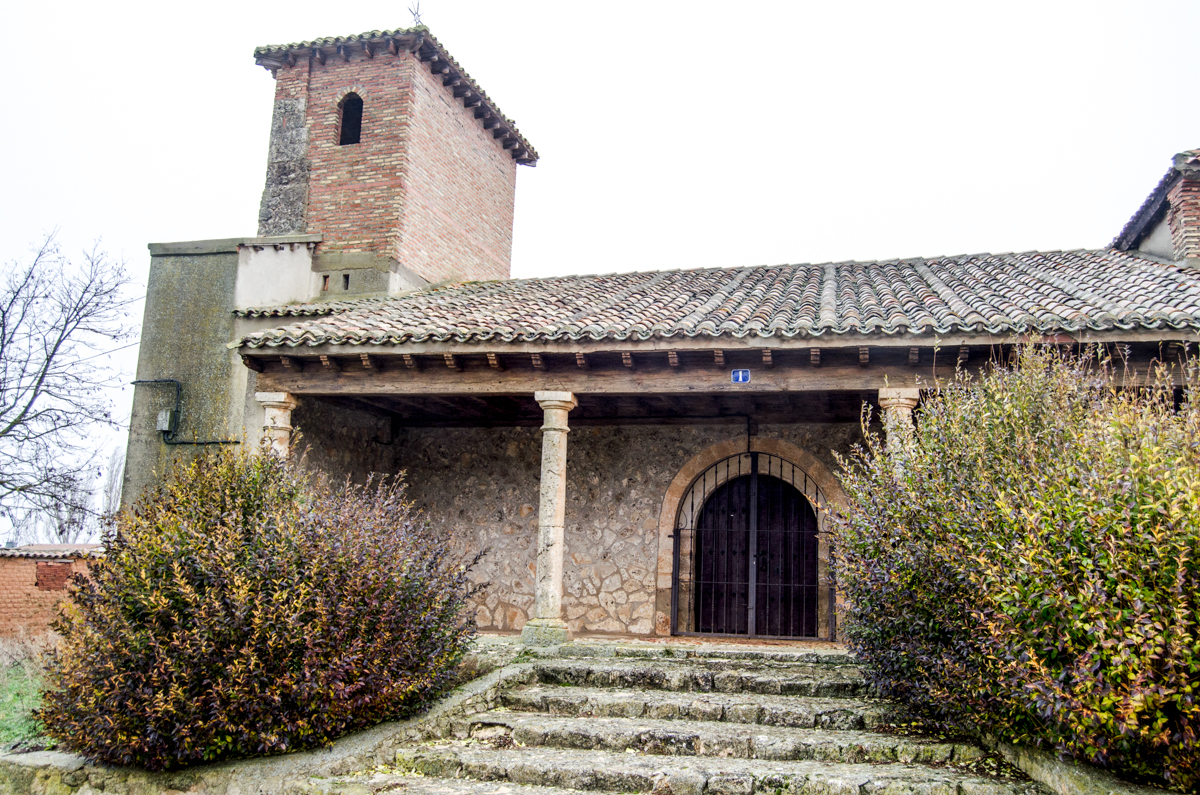
Iglesia de San Román. Atrio.
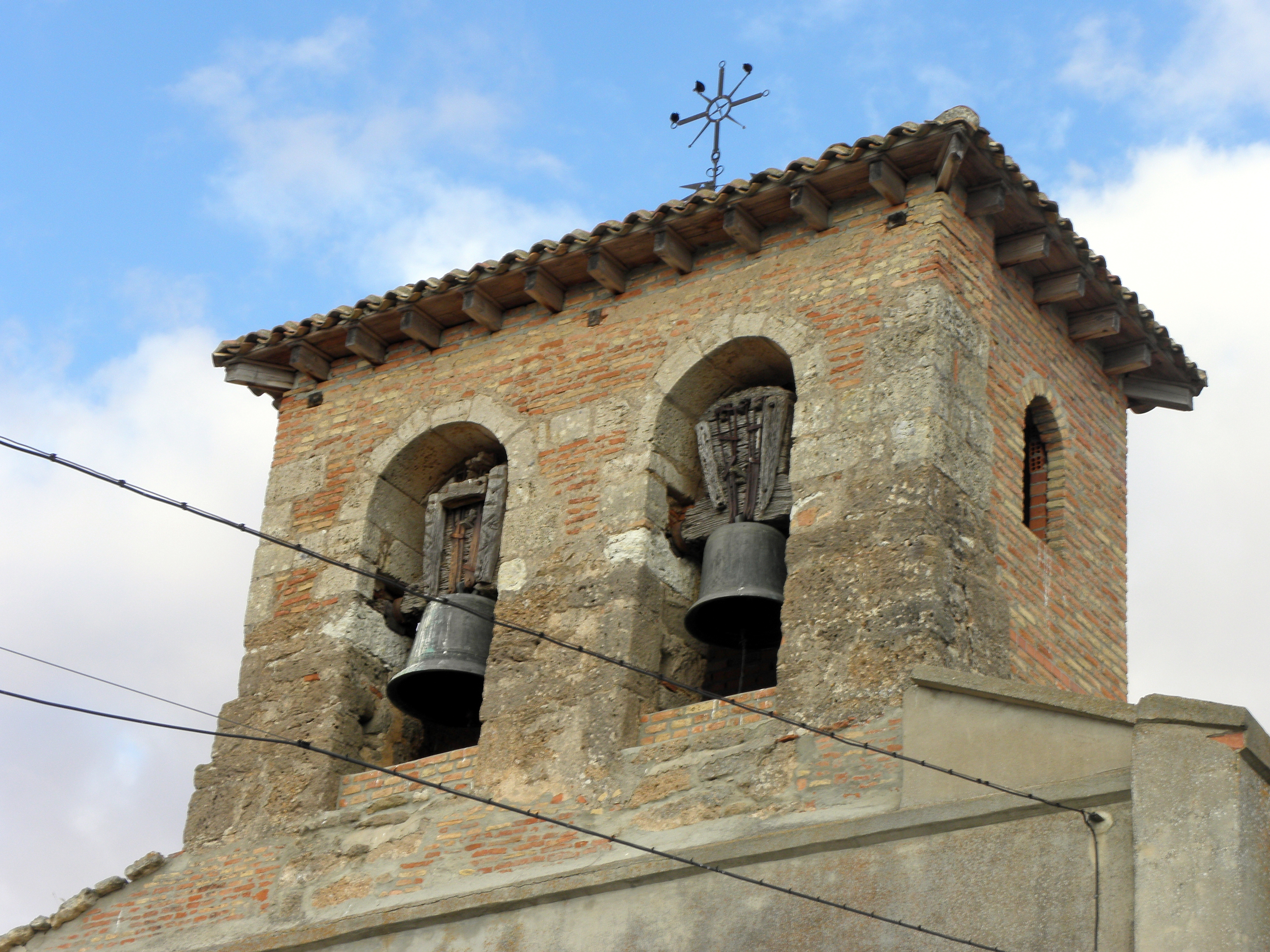
Iglesia de San Román.